# Іващук Михайло Григорович
Михайло Григорович Іващук (нар. 27 квітня 1950, с. Забір'я Жовківського району Львівської області, Україна) — український журналіст, публіцист, літератор. Член НСЖУ (1980).

## Життєпис
Михайло Григорович Іващук народився 27 квітня 1950 року в селі Забір'ї Жовківського району Львівської області (тодішньої УРСР).
Закінчив факультет журналістики Львівського університету (1972, нині національний університет), відділення журналістики Вищої партійної школа при ЦК КПУ (1987).
Від 1972 — у редакціях тернопільських газет: «Ровесник» (кореспондент, завідувач відділу, відповідальний секретар), «Вільне життя» (власкор, оглядач); кореспондент редакції газети «Рідне село» Тернопільської облспоживспілки; від березня 1992 — у редакції газети «Свобода»: відповідальний секретар-літературний редактор, оглядач, завідувач відділу роботи рад і держадміністрацій.

## Доробок
Автор
- поетичної збірки «День лише вдосвіта досконалий» (2003),
- книг публіцистики
  - «Сюжети про людські стосунки» (2008),
  - «Все повертається…» (2009, усі — Т.),
- численних нарисів, статей та інших публікацій у ЗМІ й колективних збірниках.

## Нагороди
- Почесна Грамота ВР України (2005).
- Почесний знак НСЖУ (2008).
- Дипломант Всеукраїнського конкурсу «Соціальний журналіст» (2006).
- Обласна премія у галузі публіцистики імені Я. Стецька (2010).